# 시올체
시올체(이탈리아어: Sciolze)는 이탈리아 피에몬테주의 토리노 광역시에 있는 코무네로, 토리노에서 동쪽으로 약 15km(9mi) 정도 떨어져 있다.
시올체는 가시노토리네세, 리발바, 친차노, 마렌티노, 몬쿠코토리네세 및 몬탈도토리네세와 접해 있다.